# Hell (Familienname)
Hell ist ein deutscher Familienname.

## Namensträger

### Familienname
- Benedikt Hell (Abt) (1678–1746), österreichischer Zisterzienser
- Benedikt Hell (Psychologe) (* 1972), deutscher Psychologe und Hochschullehrer
- Bernhard Hell (1877–1955), deutscher Reformpädagoge und Autor
- Berthold Hell (1901–1945), deutscher Politiker (NSDAP)
- Bodo Hell (1943–2025), österreichischer Schriftsteller
- Carl Magnus von Hell (1849–1926), Chemiker
- Cornelius Hell (* 1956), österreichischer Literaturkritiker, Übersetzer, Rundfunksprecher und Essayist
- Daniel Hell (* 1944), Schweizer Psychiater, Hochschullehrer und Autor
- Elena Hell (* 1989), deutsch-österreichische Drehbuch- und Romanautorin
- Emil Hell (1864–1931), deutscher Offizier, zuletzt Generalmajor, Träger des Pour le Mérite
- Ernst-Eberhard Hell (1887–1973), deutscher Offizier, zuletzt General der Artillerie
- Faye Hell (* 1977), österreichische Horror-Autorin
- Felix Hell (* 1985), deutscher Organist
- Franz Hell (1899–1963), österreichischer Politiker (ÖVP), Salzburger Landtagspräsident
- Friedrich Hell (Maler) (1869–1957), österreichischer Maler
- Friedrich Hell (1892–1957), deutscher Gewerkschafter und Politiker (KPD/SED)
- Günther Hell (* 1978), italienischer Eishockeyspieler
- Gustav Hell (1843–1921), österreichischer Apotheker und Industrieller
- Heiko Hell (* 1980), deutscher Leistungsschwimmer
- Johann Hell (* 1955), österreichischer Politiker (SPÖ)
- Josef Hell (1789–1832), österreichischer Bildhauer
- Joseph Hell (1875–1950), deutscher Orientalist
- Jozef Karol Hell (1713–1789), ungarischer Bergbauingenieur
- Karl Hell (1908–1999), deutscher Architekt
- Leonhard Hell (* 1958), deutscher Theologe und Professor
- Ludmilla Hell (1886–1966), österreichische Schauspielerin
- Manfred Hell (* 1956), deutscher Unternehmer und Sportfunktionär
- Martin Hell (1885–1975), österreichischer Prähistoriker und Archäologe
- Mathias Hell (* 1927), deutscher Schauspieler
- Maximilian Hell (1720–1792), österreichischer Jesuit und Astronom
- Michael Hell (* 1958), österreichischer Cellist, siehe Gelius Trio #Michael Hell
- Michael Hell (Musiker, 1976) (* 1976), deutscher Cembalist, Blockflötist und Dirigent
- Michael Tschesno-Hell (1902–1980), deutscher Drehbuchautor und Kulturfunktionär
- Peter Hell (* 1947,), deutscher Unternehmer, Sportfunktionär und ehemaliger Bobfahrer
- Richard Hell (* 1949), US-amerikanischer Musiker und Schriftsteller
- Rudolf Hell (1901–2002), deutscher Erfinder und Unternehmer
- Stefan Hell (* 1962), rumäniendeutscher Physiker und Hochschullehrer
- Ter Hell (Günter Hell; * 1954), deutscher Maler, Aktions- und Videokünstler
- Theodor Hell (Karl Gottfried Theodor Winkler; 1775–1856), deutscher Schriftsteller, Dichter und Publizist
- Thom Hell (* 1976), norwegischer Singer-Songwriter
- Thomas Hell (* 1970), deutscher Pianist und Hochschullehrer
- Willy ter Hell (1883–1947), deutscher Maler
- Wolfgang Hell (Psychologe) (* 1948), deutscher Psychologe
- Wolfgang Hell (Skirennläufer) (* 1980), italienischer Skirennläufer

### Pseudonym
- DJ Hell (* 1962), deutscher Tech-House DJ und Musikproduzent